# Basiluzzo
Basiluzzo est une petite île d'origine volcanique d'environ 0,3 km2 faisant partie de l'archipel des îles Éoliennes au nord de la Sicile.

## Description
Elle est située à 3,5 km au nord-est de Panarea. Elle est entourée de falaises, et son altitude maximum est de 165 m. C'est la plus grande des îles non habitées des îles Éoliennes. A proximité se trouve le scoglio Spinazzola
L'île de Basiluzzo apparaît dans le film L'avventura de Michelangelo Antonioni.

## Galerie

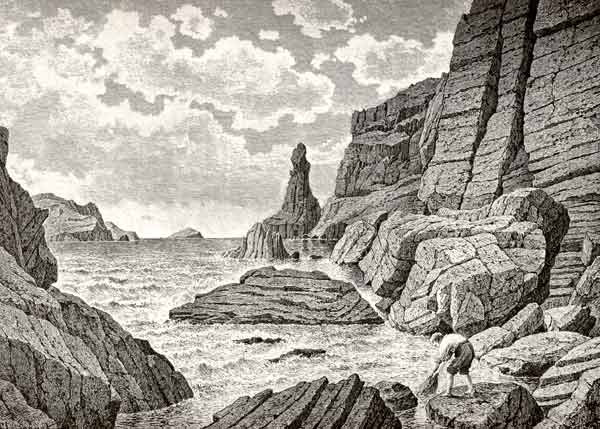
Gravures de 1895
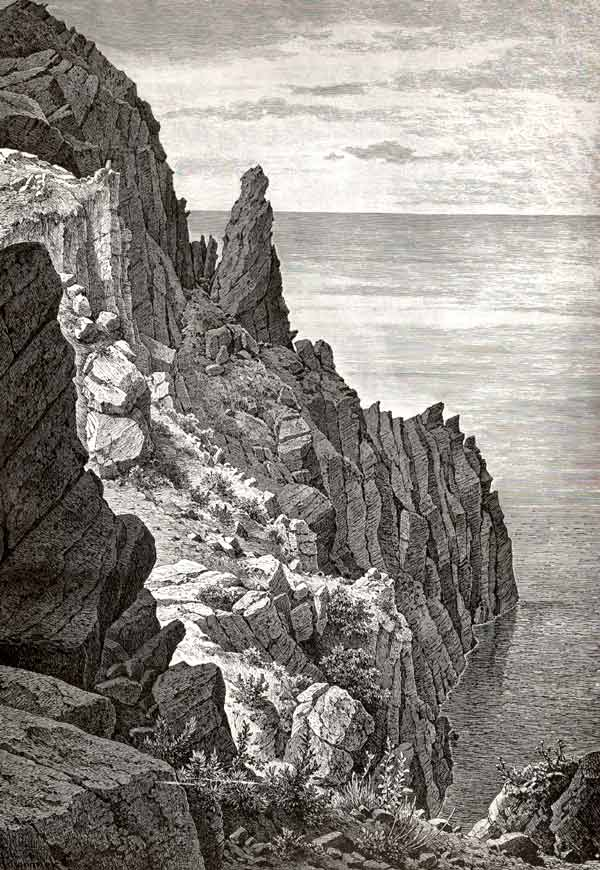
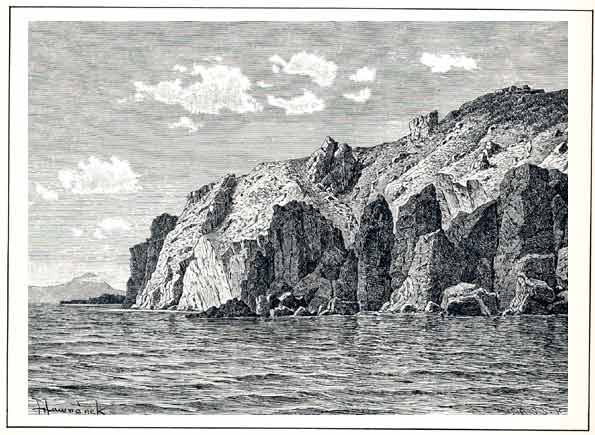